# Cladochaeta (vlieg)
Cladochaeta is een vliegengeslacht uit de familie van de Fruitvliegen (Drosophilidae).

## Soorten
- C. floridana (Malloch, 1924)
- C. inversa (Walker, 1861)
- C. nebulosa Coquillett, 1900
- C. sturtevanti Wheeler and Takada, 1971